# عبداللطیف کشیش
عبداللطیف کشیش  (فرانسوی: Abdellatif Kechiche‎؛ ‏زاده ۷ دسامبر ۱۹۶۰) کارگردان، فیلم‌نامه‌نویس و بازیگر تونسی‌تبار فرانسوی است.
زندگی ادل ساخته عبداللطیف کشیش برنده جایزه نخل طلا در شصت و ششمین دوره جشنواره فیلم کن در سال ۲۰۱۳ شد. کشیش به عنوان بازیگر نیز در حدود ده فیلم نقش‌آفرینی کرده‌است.

## زندگی‌نامه
عبداللطیف کشیش در تاریخ ۷ دسامبر ۱۹۶۰ در تونس به دنیا آمد. هنگامی که ۶ ساله بود به همراه والدینش به شهر نیس فرانسه مهاجرت کرد. کشیش فعالیت در حوزه سینما را با ساخت فیلم گناه ولتر در سال ۲۰۰۰ شروع کرد. اثر بعدی او بازیهای عشق و سرنوشت نام داشت، وی با این فیلم توانست جایزه سزار بهترین فیلم و بهترین کارگردان را کسب کند. در سال ۲۰۰۷ سومین فیلمش را با اسم راز دانه کارگردانی کرد، این فیلم به تهیه‌کنندگی کلود بری کارگردان برجسته فرانسوی، در سال ۲۰۰۷ برنده چهار جایزه سزار شامل بهترین فیلم و کارگردانی شد. راز دانه همچنین در شصت و چهارمین جشنواره فیلم ونیز به‌طور مشترک با یک فیلم آمریکایی، جایزه ویژه هیئت داوران را به‌دست‌آورد. او در شصت و پنجمین دوره این جشنواره به عنوان رئیس هیئت داوران بخش فیلم‌های اول انتخاب شد.

فیلم عبداللطیف کشیش با نام زندگی ادل در شصت و ششمین دوره جشنواره فیلم کن برنده جایزه نخل طلا شد.

## فیلم‌شناسی
- مکتوب، عشق من: میان‌پرده موزیکال (۲۰۱۹)
- مکتوب، عشق من: آوازخواندن (۲۰۱۷)
- زندگی ادل (آبی گرم‌ترین رنگ است)(۲۰۱۳)
- ونوس سیاه (۲۰۱۰)
- راز دانه (۲۰۰۷)
- متاسفم، متنفران (۲۰۰۵)
- بازی‌های عشق و سرنوشت (۲۰۰۳)
- گناه ولتر (۲۰۰۱)